# Ginoria koehneana
Ginoria koehneana là một loài thực vật có hoa trong họ Lythraceae. Loài này được Urb. mô tả khoa học đầu tiên năm 1922.